# 유전자 공해
유전자 공해, 유전자 오염, 유전적 오염(Genetic pollution)은 통제되지 않은 유전자가 야생 개체군으로 유입되는 것을 의미한다. 이는 "유전자 조작 유기체에서 특히 교차 수분에 의해 자연 유기체로 오염된 변형 유전자의 확산"으로 정의되지만, 좀 더 광범위한 방식으로 사용되게 되었다. 이는 인구유전학의 유전자 흐름 개념과 인구의 적합도를 높이기 위해 의도적으로 도입된 유전물질인 유전자 구조(Genetic Rescue)와 관련이 있다. 근친 교배 우울증이나 멸종으로 이어질 수 있는 원치 않는 표현형의 도입 등을 통해 인구의 건강에 부정적인 영향을 미치는 경우 이를 유전적 오염이라고 한다.
보존생물학자와 보존주의자들은 가축, 야생, 비토착종에서 야생 토착종으로의 유전자 흐름을 설명하기 위해 이 용어를 사용해 왔으며, 이는 바람직하지 않다고 간주된다. "토착종과 교배하여 유전적 오염을 일으킬" 수 있는 침입종의 영향에 대한 인식을 촉진한다. 농업, 혼농임업, 축산업 분야에서 유전자 오염은 유전자 조작 종과 야생 친척 사이의 유전자 흐름을 설명하는 데 사용된다. "오염"이라는 단어를 사용하는 것은 유전 정보의 혼합이 환경에 좋지 않다는 생각을 전달하기 위한 것이다. 그러나 유전 정보의 혼합은 다양한 결과를 초래할 수 있으므로 "오염"이 항상 가장 정확한 설명은 아닐 수도 있다.

## 야생 개체군으로의 유전자 이동
일부 보존 생물학자와 보존론자들은 비토착종, 침입성 아종, 국내 또는 유전자 조작 개체군에서 야생 토착 개체군으로의 유전자 흐름을 설명하는 용어로 수년 동안 유전 오염을 사용해 왔다.

## 같이 보기
- 생물 다양성
- 생명윤리학
- 보전생물학
- 유전자풀